# Shining Force Neo
Shining Force Neo (シャイニング・フォース ネオ, Shainingu Fōsu Neo) es un videojuego de rol de acción codesarrollado por Neverland y distribuido por Sega en 2005 para la PlayStation 2 como parte de la serie Shining.
Este no es un juego de estrategias por turnos como los otros juegos de la sub serie Shining Force. En su lugar, utiliza acción en tiempo real, similar a la jugabilidad de Diablo o Record of Lodoss War (el último hecho también por Neverland). El juego presenta un arsenal variado inspirado en el Medioevo, la magia, y un conjunto de habilidades para el personaje principal, que pueden ser mejoradas. Como en otros juegos de la serie, dispone de personajes antropomórficos, y una batalla entre las fuerzas de la luz y la oscuridad. La historia está basada vagamente en el Shining Force original.

## Trasfondo
Trece años atrás, el mundo se encontraba en guerra con el clan de la luna. Monstruos conocidos como «legiones» fueron desatados por el clan, en su intento de dominación. Rápidamente, surgieron poderosos héroes llamados «fuerzas» para liderar la lucha contra las legiones. Con la ayuda de los Cuadros de Fuerza, los guerreros ordinarios fueron bendecidos con una variedad de ventajas poderosas, volviéndolos más fuertes de lo que jamás habrían sido. Gracias a esto, la guerra contra el clan de la luna pudo darse vuelta. Tanto el castillo oscuro del clan como las legiones fueron finalmente desterrados. La victoria fue alcanzada, pero a un gran precio. Muchas naciones quedaron devastadas, y la mayoría de las Fuerzas que participaron en la batalla final perecieron.
Al comienzo de la historia, un joven guerrero llamado Max está a punto de terminar su entrenamiento para convertirse en fuerza. En su viaje de regreso a casa, espera lograr su sueño, sin darse cuenta de que es solamente el comienzo de una aventura que los llevará a él y a sus amigos por el mundo, para evitar el regreso del mal.

## Personajes
En el transcurso de Shining Force Neo, habrán muchos personajes que el jugador encontrará. Sin embargo, solo el personaje principal Max puede desarrollar sus técnicas fuera de su rol inicial, para abarcar una mayor selección de habilidades. Los demás personajes también crecerán progresivamente en poder, pero permanecerán en sus roles, ya que no existen recursos para mejorar sus habilidades de la misma forma que tiene Max.
- Max: un joven guerrero de 17 años. Tras entrenar por dos años con su maestro Graham para convertirse en una fuerza, podrá volver a casa para lograr su sueño. Utiliza una gran variedad de armas en combate, y es el único personaje que el jugador puede personalizar con mejoras de habilidades particulares a través de su cuadro de fuerza.
- Meryl: amiga de la familia de Max. Quedó huérfana luego de la muerte de sus padres en la guerra de hace 13 años. Ha estado cerca de Max desde entonces. También ha tenido entrenamiento mágico para poder asistir a Max.
- Cain: hermano mayor de Max. Fue uno de los guerreros más jóvenes en convertirse en fuerza. Se dice que desapareció luego de ser enviado en una misión tras la guerra.
- Gaia: padre de Max y uno de los guerreros veteranos de la guerra contra el clan de la luna hace 13 años. Gaia es considerado una fuerza extremadamente habilidosa y poderosa.
- Graham: un caballero centauro y capitán de los caballeros fronterizos del fuerte Larcyle. También es una fuerza reconocida y el maestro de Max.
- Chiquitita: dama de Cantore en Feldland. También es una Fuerza. Es experta en hechizos de recuperación.
- Baron: una fuerza de Feldland y capitán lobo de la Guardia Real de Quincine. Sus buenos modales y su comportamiento callado ocultan sus verdaderas habilidades como guerrero ninja.
- Rhinos: excapitán de la guardia real de Quincine, y fuerza que vive en aislamiento. Todavía retiene las habilidades de un poderoso guerrero.
- Mariel: es una Fuerza y una caballera centáuride habilidosa de Eranore. Se descubre que ella es hija de Graham.
- Dryu: una dragona bebé encontrada por Klein y Freya. Sus ataques incluyen: aliento de fuego, una patada y una onda expansiva.
- Adam: un robot que crio a Max y a su hermano cuando eran niños. Es un poderoso guerrero.

## Música
El lanzamiento japonés incluye el tema de apertura «Zetsubou to Kibou» [絶望と希望] (traducido como «Desesperación y Esperanza») interpretado por Ai Kawashima, quien fue anteriormente parte del dúo «I WiSH». La canción fue lanzada como sencillo el 6 de abril de 2005. La partitura original del juego fue escrita por Tomoko Morita y Yukio Nakajima.[cita requerida]

## Recepción
El juego recibió reseñas medias de acuerdo con el sitio web de agregación de reseñas Metacritic. En Japón, Famitsu le dio un puntaje de 33 de 40.